# ذوی ثابت
ذوی ثابت (به عربی: ذوی ثابت) یک شهرداری در الجزایر است که در استان سعیده واقع شده‌است.